# Catak Gayam
Catak Gayam is een bestuurslaag in het regentschap Jombang van de provincie Oost-Java, Indonesië. Catak Gayam telt 7363 inwoners (volkstelling 2010).